# Eric Alexander (saxo)

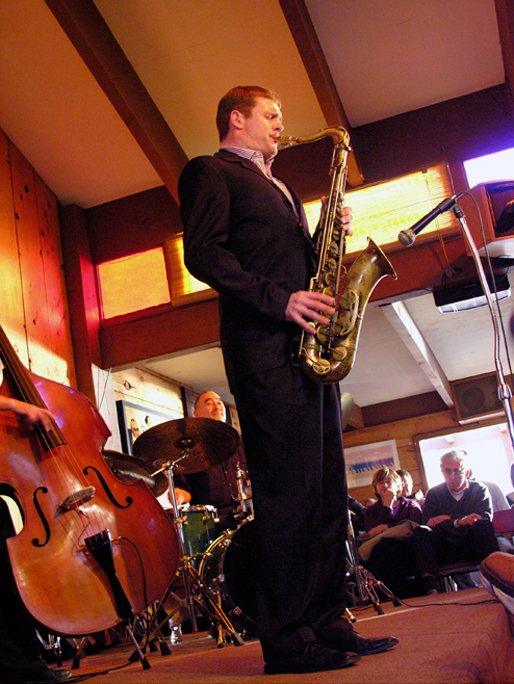
Eric Alexander 2008 (foto por Brian McMillen)

Eric Alexander (nacido el 4 de agosto de 1968) es un saxofonista de jazz americano, conocido por su sofisticado estilo hard bop y post-bop.

## Trayectoria
Alexander empezó como músico clásico, estudiando saxo alto en la Universidad de Indiana con Eugene Rousseau en 1986. Pronto cambió al jazz y al saxo tenor y entonces se trasladó a la William Paterson Universidad, donde estudia con Harold Mabern, Rufus Reid, Joe Lovano, Gary Smulyan, Norman Simmons, Steve Turre y otros.
Alexander consiguió fama enseguida por acabar segundo (detrás de Joshua Redman y antes de Chris Potter) en la Thelonious Monk Competición de Saxo de Jazz Internacional de 1991.  A partir de entonces empezó a grabar álbumes.
Influenciado fuertemente por John Coltrane, Sonny Stitt, Dexter Gordon y George Coleman, Alexander ha trabajado con muchos músicos de jazz notables, incluyendo el pianista de Chicago, Harold Mabern, el bajista Ron Carter, el batería Joseph Farnsworth y el guitarrista Pat Martino. También ha grabado y giró extensamente con el sexteto One for All.

## Galería

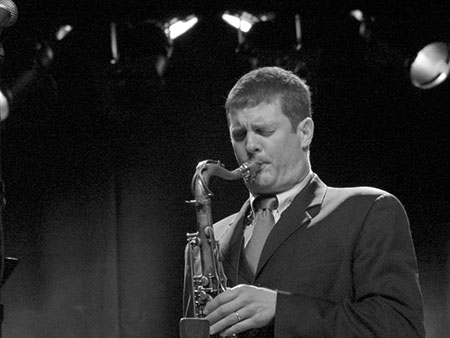
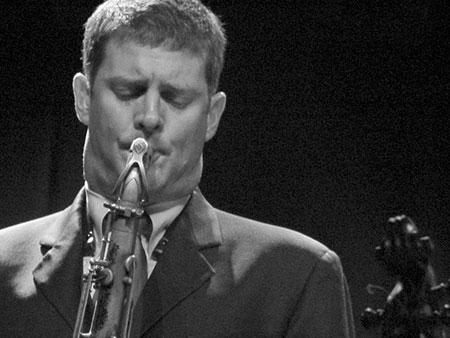
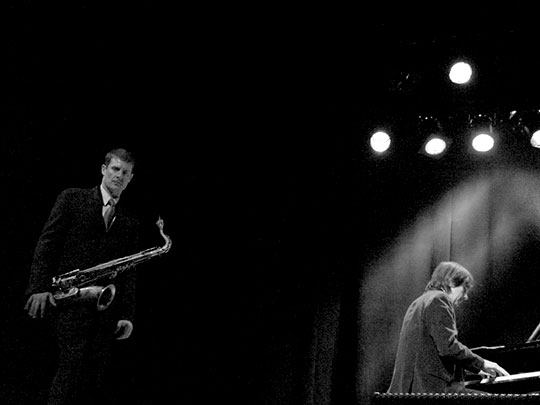

Fotos: Hreinn Gudlaugsson

## Discografía

### Como líder
- New York Calling (Criss Cross, 1992)
- Straight Up (Delmark, 1992)
- Up, Over & Out (Delmark, 1993)
- Full Range (Criss Cross, 1994)
- Eric Alexander In Europe (Criss Cross, 1995)
- Stablemates (Delmark, 1995) (with Lin Halliday)
- Two of a Kind (Criss Cross, 1996) (with Cecil Payne)
- Man with a Horn (Milestone, 1997)
- Alexander The Great (Milestone, 1997)
- Heavy Hitters (Pony Canyon, 1997) (Japanese import)
- Mode For Mabes (Milestone, 1997) (with Harold Mabern)
- Extra Innings (Alfa, 1998) (Japanese import)
- Solid! (Milestone, 1998) (quartet with John Hicks, George Mraz, Idris Muhammad)
- Live at the Keynote (Video Arts, 1999) (Japanese import)
- The First Milestone (Milestone, 1999)
- The Second Milestone (Milestone, 2000)
- Summit Meeting (Milestone, 2001)
- Nightlife in Tokyo (Milestone, 2002)
- Gentle Ballads (Venus, 2004) (Japanese import)
- Dead Center (High Note, 2004)
- Sunday in New York (Venus, 2005) (Japanese import)
- It's All in the Game (High Note, 2005)
- Gentle Ballads II (Venus, 2006) (Japanese import)
- Temple of Olympic Zeus (High Note, 2007)
- My Favorite Things (Venus, 2007) (Japanese import)
- In Concert: Prime Time (High Note, 2007)
- Gentle Ballads III (Venus, 2007) (Japanese import)
- Lazy Afternoon: Gentle Ballads IV (Venus, 2008) (Japanese import)
- Revival Of The Fittest (High Note, 2009)
- Chim Chim Cheree: Tribute To John Coltrane (Venus, 2009) (Japanese import)
- Don't Follow The Crowd (High Note, 2010)
- Gentle Ballads V (Venus, 2011) (Japanese import)
- Touching (High Note, 2012)
- Blues at Midnight (Venus, 2013) (Japanese import)
- Recado Bossa Nova (Venus, 2013) (Japanese import)
- Chicago Fire (High Note, 2013)
- The Real Thing (High Note, 2015)

### Como músico de sesión
Con One For All (co-líder con Jim Rotondi, Steve Davis, David Hazeltine)
- Too Soon To Tell (Sharp Nine, 1997)
- Optimism (Sharp Nine, 1998)
- Upward And Onward (Criss Cross, 1999)
- The Long Haul (Criss Cross, 2000)
- The End of a Love Affair (Venus, 2001) (Japanese import)
- Live at Smoke: Volume 1 (Criss Cross, 2001)
- Wide Horizons (Criss Cross, 2002)
- No Problem: Tribute To Art Blakey (Venus, 2003) (Japanese import)
- Blueslike (Criss Cross, 2003)
- Killer Joe (Venus, 2005) (Japanese import)
- The Lineup (Sharp Nine, 2006)
- What's Going On (Venus, 2007) (Japanese import)
- Return of the Lineup (Sharp Nine, 2008)
- Incorrigible (Jazz Legacy Productions, 2009)
- Invades Vancouver! (Live at the Cellar) (Cellar Live, 2010)

Con Jim Rotondi
- Introducing Jim Rotondi (Criss Cross, 1996)
- Jim's Bop (Criss Cross, 1997) (quintet includes Harold Mabern)
- Excursions (Criss Cross, 1998) (this is the 'One For All' group under Jim's leadership)
- Blues For Brother Ray (A Tribute To Ray Charles) (Posi-Tone, 2009) (quintet includes Mike LeDonne, Peter Bernstein)
- Live at Smalls (Smalls Live, 2009) (this quintet includes 5 of the 6 members of the 'One For All' group, everyone except Steve Davis)
- Jim Rotondi and the Loop: Hard Hittin' At The Bird's Eye (Sharp Nine, 2012)

Con Steve Davis
- The Jaunt (Criss Cross, 1995) (sextet includes Mike DiRubbo, Bruce Barth)
- Dig Deep (Criss Cross, 1996) (this is the 'One For All' group under Steve's leadership)
- Crossfire (Criss Cross, 1997) (sextet includes Mike DiRubbo, Harold Mabern)
- Say When (Smoke Sessions, 2015) (sextet includes Eddie Henderson, Harold Mabern)

Con David Hazeltine
- Blues Quarters, Vol. 1 (Criss Cross, 1998)
- The Classic Trio Meets Eric Alexander (Sharp Nine, 2001)
- Manhattan Autumn (Sharp Nine, 2001)
- Blues Quarters, Vol. 2 (Criss Cross, 2006)
- The Inspiration Suite (Sharp Nine, 2007)
- Inversions (Criss Cross, 2010)

Con Reeds And Deeds (co-líder con Grant Stewart)
- Wailin' (Criss Cross, 2004)
- Cookin' (Criss Cross, 2005) (includes David Hazeltine, John Webber, Joe Farnsworth...the 'One For All' rhythm section)
- Tenor Time (Criss Cross, 2010) (includes David Hazeltine, John Webber, Joe Farnsworth...the 'One For All' rhythm section)

Con Vincent Herring
- The Battle (Live at Smoke) (High Note, 2005)
- Friendly Fire (Live at Smoke) (High Note, 2011)

Con Mike LeDonne
- Smokin' Out Loud (Savant, 2003) (includes Peter Bernstein, Joe Farnsworth)
- The Anniversary Quartet: You'll See! (Live At The Cellar) (Cellar Live, 2004) (includes Peter Bernstein, Joe Farnsworth)
- On Fire (Live At Smoke) (Savant, 2006) (includes Peter Bernstein, Joe Farnsworth)
- Five Live (Live At Smoke) (Savant, 2007) (includes Jeremy Pelt, John Webber, Joe Farnsworth)
- The Groover (Savant, 2009) (includes Peter Bernstein, Joe Farnsworth)
- Mike LeDonne/The Groover Quartet: Keep The Faith (Savant, 2011) (includes Peter Bernstein, Joe Farnsworth)
- Mike LeDonne/The Groover Quartet: I Love Music (Savant, 2013) (includes Peter Bernstein, Joe Farnsworth)
- Mike LeDonne/The Groover Quartet: Awwl Right! (Savant, 2015) (includes Peter Bernstein, Joe Farnsworth)

Con Charles Earland (AKA "The Mighty Burner")
- Unforgettable (Muse, 1991)
- I Ain't Jivin'...I'm Jammin' (Muse, 1992)
- Ready 'N' Able (Muse, 1995)
- Blowing The Blues Away (High Note, 1997)
- Cookin' With The Mighty Burner (High Note, 1999; recorded 1997)
- Stomp! (High Note, 2000; recorded 1999)
- The Almighty Burner (32 Jazz, 2000) compilation/Muse material
- Charles Earland Tribute Band: Keepers Of The Flame (High Note, 2002) (includes Joey DeFrancesco, Bob DeVos, Pat Martino)
- The Mighty Burner: The Best Of His High Note Recordings (High Note, 2004) compilation
- Scorched, Seared & Smokin': The Best Of The Mighty Burner (High Note, 2011) compilation/3-CD set

Con Irene Reid
- Million Dollar Secret (Savant, 1997) (includes Jim Rotondi, Charles Earland, Bob DeVos)
- I Ain't Doing Too Bad (Savant, 1999) (includes Jim Rotondi, Charles Earland, Bob DeVos)
- The Uptown Lowdown (Savant, 2000) (includes Jim Rotondi, Charles Earland)
- One Monkey Don't Stop No Show (Savant, 2002) (includes Jim Rotondi, Randy Johnston)
- The Queen of the Party (Savant, 2012) compilation

Con otros...
- The Tenor Triangle: Tell It Like It Is (Criss Cross, 1993) (sextet with Ralph Lalama, Tad Shull & Melvin Rhyne Trio)
- Joe Magnarelli: Why Not (Criss Cross, 1994)
- The Tenor Triangle: Aztec Blues (Criss Cross, 1994) (sextet with Ralph Lalama, Tad Shull & Melvin Rhyne Trio)
- Melvin Rhyne: Stick to the Kick (Criss Cross, 1995)
- John Swana: In The Moment (Criss Cross, 1995) (sextet includes Steve Davis, Kenny Barron)
- Peter Bernstein: Brain Dance (Criss Cross, 1996) (quintet includes Steve Davis, Larry Goldings)
- Pat Martino: Stone Blue (Blue Note, 1998)
- John Swana & Joe Magnarelli: Philly-New York Junction (Criss Cross, 1998)
- Paul Bollenback: Soul Grooves (Challenge, 1998)
- Joe Farnsworth: Beautiful Friendship (Criss Cross, 1998) (sextet includes Eddie Henderson, Steve Davis, Cedar Walton)
- Melvin Rhyne: Classmasters (Criss Cross, 1999)
- Jimmy McGriff: McGriff's House Party (Milestone, 1999)
- Norman Simmons: The Art Of Norman Simmons (Savant, 2000)
- Dmitri Kolesnik: Blues For Dad (Boheme, 2001)
- Norman Simmons: Synthesis (Savant, 2002)
- Joe Magnarelli & John Swana: New York-Philly Junction (Criss Cross, 2003)
- Jimmy Cobb's Mob: Cobb's Groove (Milestone, 2003) (quintet with Richard Wyands, Peter Bernstein, John Webber)
- Jim Snidero: Close Up (Milestone, 2004)
- Dmitri Kolesnik:: Five Corners (Challenge, 2007)
- John Swana: Bright Moments (Criss Cross, 2007)
- Larry Willis: The Offering (High Note, 2007)
- Stewy Von Wattenwyl Generations Trio Featuring Eric Alexander: Live At Marians (Bemsha Music, 2008)
- Meeting Point: Quintessence (Challenge, 2008) (quintet with Jim Rotondi, Andrei Kondakov, Dmitri Kolesnik, Lenny White)
- Neal Smith Quintet: Live At Smalls (Smalls Live, 2009)
- Pat Martino Quartet: Undeniable – Live At Blues Alley (High Note, 2011)
- Alexis Cole with One For All: You'd Be So Nice To Come Home To (Venus, 2011) (Japanese import)
- I Carry Your Heart: Alexis Cole Sings Pepper Adams (Motéma Music, 2012)
- Harold Mabern: Mr. Lucky (A Tribute To Sammy Davis Jr.) (High Note, 2012)
- Harold Mabern: Afro Blue (Smoke Sessions, 2015)